# Maithuna
Maithuna ou Mithuna é um termo do sânscrito utilizado no Tantra na maioria das vezes traduzido como união sexual em um contexto ritualista. É o mais importante dos cinco makara e constitui a parte principal do Grande ritual do Tantra também conhecido como Panchamakara, Panchatattva e Tattva Chakra.
Apesar de alguns escritores, seitas e escolas, como por exemplo Yogananda, consideram que este é um ato puramente mental e simbólico, existem diferentes olhares e variações nas traduções, a palavra maithuna demonstra claramente que ele se refere a casais  e sua união no sentido físico, sexual e é sinônimo de kriya nishpatti (limpeza madura). Assim como nem o espírito nem a matéria, é por si só eficaz, mas ambos trabalhando juntos para trazer harmonia, sob este ponto de vista, maithuna é eficaz apenas quando a união é consagrada, pelo ato do casamento espiritual, ou pelo amor verdadeiro, por exemplo. O casal no momento do atos sexual representariam Shakti, no caso da mulher, e Shakta, no caso do homem. As escrituras advertem que a menos que ocorra essa transformação espiritual da união o ato é carnal e, segundo certas crenças, pecaminoso, Seguindo os Iogas Clássico, Medieval e Moderno, mas em oposição ao Ioga Pré-Clássico ou Proto-Histórico dos Dravidas (filosoficamente Sankhya e praticamente Tantra), anterior à invasão Ariana do Indo, que incorporou aspectos da Filosofia Vedanta e prática Bramacharia (mística/ascética).
No entanto, é possível experimentar uma forma de maithuna sem união física. O ato pode existir em um plano metafísico, sem penetração sexual, através apenas da transferência de energia através dos seus corpos sutis, ou através da retenção sem ejaculação (orgasmos não-ejaculatórios, sem a perda da energia Kundalini, segundo a mitologia grega, favorecendo Eros (vitalidade) em detrimento de Tânato (v. a lenda de Sísifo), permitindo uma maior disposição física, rejuvenescimento e aumento da carga hormonal, sendo poupado da tendência à eliminação pela Natureza (envelhecimento), que pode eliminar uma infinidade de indivíduos que já se reproduziram, para preservar a espécie como um todo. É quando esta transferência de energia ocorre que o casal, encarnado como divindades (deusa e deus), com a sublimação momentânea dos egos, confrontam a realidade última e experiências de bem-aventurança através da união dos corpos sutis, por horas a fio.